# Wolfgang Fritz Haug

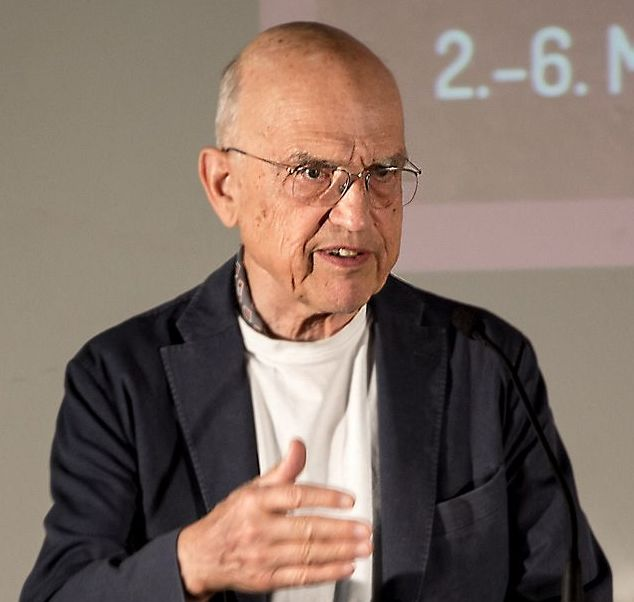
Wolfgang Fritz Haug, 2018

Wolfgang Fritz Haug (* 23. März 1936 in Esslingen am Neckar) ist ein deutscher marxistischer Philosoph und Verleger.

## Leben
Wolfgang Fritz Haug besuchte das Georgii-Gymnasium Esslingen und studierte von 1955 bis 1963 Philosophie, Romanistik und Religionswissenschaft in Tübingen, Montpellier, Berlin und Perugia. 1966 promovierte er an der Freien Universität Berlin, der Titel der Dissertation lautete Jean-Paul Sartre und die Konstruktion des Absurden. 1972 folgte die Habilitation.
Von 1979 bis 2001 war Haug Professor für Philosophie an der Freien Universität Berlin. Sein Forschungsschwerpunkt ist der Marxismus.
1959 gründete Haug in Berlin den Argument Verlag. Des Weiteren war er Mitbegründer der Zeitschrift Das Argument, deren Herausgeber er bis heute ist. Haug war zudem Mitherausgeber der kritischen Gesamtausgabe der Gefängnishefte von Antonio Gramsci, die in den Jahren von 1991 bis 2002 in zehn Bänden erschienen.
Im Jahre 1980 begründete Haug die Berliner Volksuniversität mit. Von 1984 bis 1989 war er Mitglied des internationalen Beirats von Socialism in the World (Belgrad) und von 1996 bis 2001 Gründungsvorsitzender des Berliner Instituts für kritische Theorie InkriT, dessen wissenschaftliche Leitung er seit 2001 innehat. Darüber hinaus sitzt Wolfgang Fritz Haug im wissenschaftlichen Beirat von attac.
Auf dem Parteitag der Partei Die Linke im Jahr 2007 erklärten Haug und seine Ehefrau Frigga Haug ihren Beitritt. Die Universität Roskilde, Dänemark, verlieh Haug 2013 die Ehrendoktorwürde. Zu diesem Anlass hielt er die seinen Werdegang und seine gegenwärtige Position als 'Marxist ohne Marxismus' zusammenfassende Vorlesung Ist es einfach, im Marxismus Philosoph zu sein?
Haug ist Mitglied der Leibniz-Sozietät der Wissenschaften zu Berlin und mit der Soziologin Frigga Haug verheiratet.
Zu seinen Werken zählen die Kritik der Warenästhetik (1971), die Vorlesungen zur Einführung ins "Kapital" (1974), Faschismus und Ideologie (1980) und das Historisch-kritische Wörterbuch des Marxismus, das er seit 1994 herausgibt.
Anfang der 1970er Jahre prägte Haug den Begriff der Warenästhetik.
Im Januar 2021 unterstützte Haug im Rahmen der Corona-Pandemie als Erstunterzeichner der Kampagne #ZeroCovid eine Zero-Covid-Strategie.

## Schriften
- Der hilflose Antifaschismus. Zur Kritik der Vorlesungsreihen über Wissenschaft und Nationalsozialismus an deutschen Universitäten, Frankfurt/M. 1967
- Warenästhetik, Sexualität und Herrschaft. Gesammelte Aufsätze, Frankfurt/M. 1972
- Kritik der Warenästhetik, Frankfurt/Main, 1971 (Memento vom 27. September 2011 im Internet Archive) (PDF; 569 kB)
- Bestimmte Negation. Das umwerfende Einverständnis des braven Soldaten Schwejk" und andere Aufsätze, Frankfurt/M. 1973
- Vorlesungen zur Einführung ins »Kapital«, Köln 1974, Neufassung Hamburg 2005, ISBN 978-3-88619-301-1.
- Faschismus und Ideologie, 1980 (Argument Sonderbände 60/62, Kollektivwerk. Neuausgabe in einem Band, hrsg. und mit einem Vorwort versehen von Klaus Weber, 2019, ISBN 978-3-88619-334-9)
- Warenästhetik und kapitalistische Massenkultur (I). »Werbung« und »Konsum«. Systematische Einführung, Berlin 1980
- Selbstverwaltung (mit Wieland Elfferding). Berlin 1981, ISBN 3-88619-014-5.
- Vom hilflosen Antifaschismus zur Gnade der späten Geburt, Hamburg/Berlin 1987
- Pluraler Marxismus. Band 1. Argument Verlag, Hamburg 1985, ISBN 978-3-88619-302-8.
- Pluraler Marxismus. Band 2. Argument Verlag, Hamburg 1987, ISBN 978-3-88619-304-2.
- Die Faschisierung des bürgerlichen Subjekts, 1986/87
- Vom hilflosen Antifaschismus zur Gnade der späten Geburt, Hamburg/Berlin 1987
- Gorbatschow – Versuch über den Zusammenhang seiner Gedanken. Argument Verlag, Hamburg 1989, ISBN 978-3-88619-310-3.
- Das Perestrojka-Journal. Argument Verlag, Hamburg 1990, ISBN 978-3-88619-311-0.
- Jean-Paul Sartre und die Konstruktion des Absurden. Frankfurt/M. 1966. 3. Auflage Argument Verlag, Hamburg 1991, ISBN 978-3-88619-313-4. (Dissertation)
- Elemente einer Theorie des Ideologischen, 1993 (PDF; 114 MB)
- Determinanten der postkommunistischen Situation. Wahrnehmungsversuche (II), Hamburg 1993
- Nach der Kritik der Warenästhetik. Vortrag, gehalten an der Universität Tübingen am 15. Dezember 1994
- Historisch-kritisches Wörterbuch des Marxismus, (in 15 Bänden). Bisher erschienen: Band 1 (1994) bis Band 9/II, 2024 (fortlaufend).
- Philosophieren mit Brecht und Gramsci. Argument Verlag, Hamburg 1996, ISBN 3-88619-315-2. (Um zwei Kapitel erweiterte Neuauflage: Argument Verlag, Hamburg ²2006, ISBN 978-3-88619-315-8.)
- Politisch richtig oder richtig politisch, Hamburg 1999
- Unterhaltungen über den Sozialismus nach seinem Verschwinden. Berliner Institut für Kritische Theorie, hrsg. W.F.Haug und F.Haug, Köln 2002
- High-Tech-Kapitalismus. Analysen zu Produktionsweise, Arbeit, Sexualität, Krieg und Hegemonie, Hamburg 2003
- Dreizehn Versuche marxistisches Denken zu erneuern gefolgt von Sondierungen zu Marx/Lenin/Luxemburg, Hamburg 2005
- Einführung in marxistisches Philosophieren, Hamburg 2006
- Neue Vorlesungen zur Einführung ins »Kapital«. Argument Verlag, Hamburg 2006, ISBN 978-3-88619-330-1.
- Ist es einfach, im Marxismus Philosoph zu sein? (Roskilde-Vorlesung), https://www.youtube.com/watch?v=X4TahxUX434, Druckfassung in Das Argument 304/2013
- Kritik der Warenästhetik. Gefolgt von Warenästhetik im High-Tech-Kapitalismus, Frankfurt/M. 2009
- Die kulturelle Unterscheidung. Argument Verlag, Hamburg 2011, ISBN 978-3-88619-409-4.
- Hightech-Kapitalismus in der großen Krise, Hamburg 2012
- Das »Kapital« lesen – aber wie? Materialien. Argument Verlag, Hamburg 2013, ISBN 978-3-88619-355-4.
- Jahrhundertwende. Werkstatt-Journal 1990 bis 2000. Argument Verlag, Hamburg 2016, ISBN 978-3-86754-503-7.
- Vorschule zur Philosophie der Praxis, Hamburg 2021.